# Xousse
Xousse ist eine französische Gemeinde mit 113 Einwohnern (Stand 1. Januar 2022) im Département Meurthe-et-Moselle in der Region Grand Est (bis 2015 Lothringen). Sie gehört zum Arrondissement Lunéville und zum Gemeindeverband Vezouze en Piémont.

## Geografie
Die Gemeinde Xousse liegt auf ca. 250 m Meereshöhe, etwa auf halbem Weg zwischen Lunéville und Sarrebourg. Im Norden grenzt das Gebiet der Gemeinde an das Département Moselle. Das Gemeindeareal umfasst einen Abschnitt des sanften Hügellandes zwischen den Tälern des Sânon im Norden und der Vezouze im Süden. Die Bäche und Gräben im Gemeindegebiet von Xousse (Ruisseau de Baraque, Ruisseau de la Noue, Ruisseau des Grandes Meizes und Ruisseau de la Saline) fließen fächerförmig nach Norden über den kleinen Fluss Remoncourt zum Sânon im Département Moselle ab. Parallel zum Sânon verläuft der Rhein-Marne-Kanal. Der größte Teil des 6,14 km² großen Gemeindegebietes besteht aus Acker- und Weideflächen, nur ein kleiner Teil im Süden ist bewaldet (Bois des Évrieux, Champ Bonhomme). Nach Südwesten steigt das Terrain allmählich an; es erreicht an der südwestlichen Gemeindegrenze mit 306 m über dem Meer die größte Höhe. Zu Xousse gehört der westlich des Ortskerns gelegene Weiler Kudémont. Nachbargemeinden von Xousse sind Lagarde im Norden, Remoncourt im Osten, Leintrey im Südosten, Emberménil im Süden sowie Vaucourt im Westen.

## Geschichte
Der goldene Löwe auf blauem Grund im Wappen von Xousse erinnert an Jacques de Xousse, dessen Familie 1510 von Herzog Anton II. geadelt wurde.
Der Ortsname entstand aus dem althochdeutschen Sulz /Sulze für Sole bzw. Salzwasser. Die Schreibweisen für den Ortsnamen entwickelten sich von Solcia im Jahr 1129 über Xouces (1328), Xouse (1497), Xousses (1506) und Xoussé (1793) zum heutigen Xousse ab 1801.
Xousse lag von 1871 bis 1914 an der Grenze zum Deutschen Reich.
Im Oktober 1944 wurde Xousse bei Kampfhandlungen zwischen Amerikanern und Deutschen zu 98 % zerstört. Viele Bewohner wurden zum Ausheben von Verteidigungsgräben gezwungen; die meisten Bewohner wurden später in Richtung Sarrebourg verschleppt.

### Bevölkerungsentwicklung
| Jahr      | 1946 | 1954 | 1962 | 1968 | 1990 | 1999 | 2006 | 2016 | 2022 |
| Einwohner | 165  | 166  | 164  | 140  | 130  | 113  | 113  | 124  | 113  |

Im Jahr 1836 wurde mit 425 Bewohnern die bisher höchste Einwohnerzahl ermittelt. Die Zahlen basieren auf den Daten von cassini.ehess und INSEE.

## Sehenswürdigkeiten

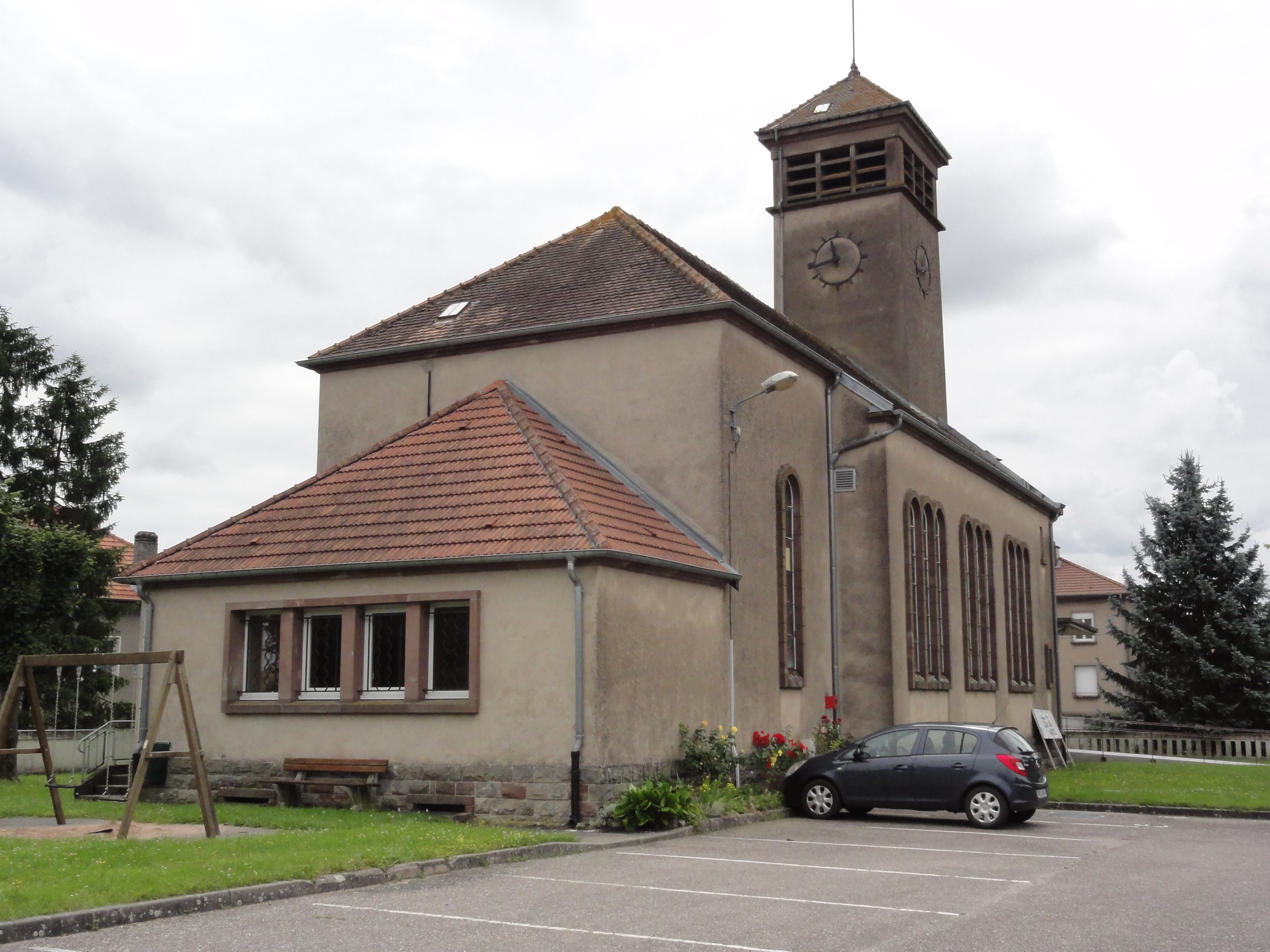
Kirche St. Peter und Paul

- Kirche St. Peter und Paul (Église Saints-Pierre-et-Paul), nach der völligen Zerstörung im Zweiten Weltkrieg 1955 neu errichtet

## Wirtschaft und Infrastruktur
Xousse ist ein typisch lothringisches Bauerndorf. In der Gemeinde gibt es sechs landwirtschaftliche Betriebe (Milchwirtschaft, Rinderzucht).
Durch die Gemeinde Xousse führt die Fernstraße von Lagarde in Richtung Ogéviller. Weitere Straßen verbinden das Dorf mit den Gemeinden Remoncourt und Vaucourt. Im zwölf Kilometer entfernten Marainviller besteht Anschluss an das Eisenbahnnetz (Bahnstrecke Paris–Strasbourg).

## Belege
1. ↑  Wappenbeschreibung auf genealogie-lorraine.fr/Blasons (französisch)
2. ↑  Dictionnaire topographique de la France (Memento des Originals vom 2. Januar 2014 im Internet Archive)  Info: Der Archivlink wurde automatisch eingesetzt und noch nicht geprüft. Bitte prüfe Original- und Archivlink gemäß Anleitung und entferne dann diesen Hinweis. (Topographisches Wörterbuch von Frankreich)
3. ↑  Die Schlacht um Lothringen, erzählt von Joël Bourdelois (französisch)
4. ↑  Xousse auf cassini.ehess.fr
5. ↑  Xousse auf INSEE
6. ↑  Landwirtschaftsbetriebe auf annuaire-mairie.fr (französisch)